# Кашапов, Равиль Исхакович
Рави́ль Исха́кович Каша́пов (род. 15 ноября 1956, Болгар, Татарская АССР или Красногорский, Челябинская область) — советский и российский легкоатлет-сверхмарафонец. Двукратный чемпион мира в беге на 100 км[уточнить], двукратный обладатель кубка Европы, трёхкратный чемпион СССР, участник Олимпийских игр в Сеуле 1988 года, 16-кратный чемпион РСФСР[уточнить], мастер спорта международного класса СССР, заслуженный мастер спорта и заслуженный работник физической культуры РТ, кавалер почётного знака «За заслуги Олимпийского движения в России». Вице-президент Федерации легкой атлетики Республики Татарстан.

## Карьера
На Олимпиаде-88 в Сеуле был 10-м в марафоне с результатом 2:13.49.
Из-за травмы спины в 1993 году оставил бег. В 1995 году без подготовки вышел на старт 100 км на чемпионате России в Москве и занял 14 место, показав 7:35.07. Через три года весной разделил первое место с Константином Санталовым на чемпионате России и был третьим на чемпионате мира в Японии.

## Вне спорта
Окончил Казанский государственный университет в 1979 г. по специальности «биохимия-микробиология», доцент Поволжской государственной академии физической культуры и спорта и туризма (г. Казань).

## Семья
- Сын Ренат Кашапов (род. 1983) — также бегун-марафонец.
- Сын Руслан Кашапов

## Результаты

### Соревнования
| Год  | Соревнование     | Город        | Дистанция | Дата        | Результат | Место |
| ---- | ---------------- | ------------ | --------- | ----------- | --------- | ----- |
| 1986 | Игры доброй воли | Москва       | марафон   | 6 июля      | 2:17.10   | 4     |
| 1998 | Чемпионат мира   | Симанто      | 100 км    | 18 октября  | 6:36.33   | III   |
| 2001 | Чемпионат Европы | Винсхотен    | 100 км    | 29 сентября | 7:03.27   | 7     |
| 2002 | Чемпионат мира   | Торхаут      | 100 км    | 21/22 июня  | 6:57.20   | 12    |
| 2002 | Чемпионат Европы | Винсхотен    | 100 км    | 14 сентября | 6:57.41   | 9     |
| 2003 | Чемпионат Европы | Черноголовка | 100 км    | 19 апреля   | 7:22.33   | 26    |
| 2003 | Чемпионат мира   | Тайбэй       | 100 км    | 16 ноября   | 8:08.32   | 19    |

| Год    | Соревнование | Город        | Дистанция | Дата      | Результат | Место  |
| Россия | Россия       | Россия       | Россия    | Россия    | Россия    | Россия |
| ------ | ------------ | ------------ | --------- | --------- | --------- | ------ |
| 1995   | Чемпионат    | Москва       | 100 км    | 6 мая     | 7:35.07   | 14     |
| 1998   | Чемпионат    | Москва       | 100 км    | 5 апреля  | 6:33.46   | I      |
| 2001   | Чемпионат    | Черноголовка | 100 км    | 22 апреля | 7:08.24   | 9      |

### Комментарии
1. ↑  или 7 мая
2. ↑  вместе с Константином Санталовым